# Castello Ducale di Bisaccia
Das Castello Ducale di Bisaccia ist eine Burg aus dem 13. Jahrhundert im Zentrum der Stadt Bisaccia in der italienischen Region Kampanien. Es liegt neben der dortigen Kathedrale. Dort errichteten bereits Mitte des 8. Jahrhunderts die Langobarden eine Burg, die aber bei einem Erdbeben im Jahre 1198 zerstört wurde. Im 13. Jahrhundert ließ Kaiser Friedrich II. die Burg wiederaufbauen. Zu Zeiten Friedrichs II. gehörte das Lehen Riccardo di Bisaccia. Im 16. Jahrhundert wurde sie in eine Adelsresidenz umgebaut.

## Beschreibung
Die Mauern sind aus einer Mischung von groben Flusskieseln und zurechtgeschnittenen Kalksteinblöcken, sowie sehr dauerhaftem Mörtel, errichtet. Auf der Burg gibt es eine Zisterne mit Filter und Bogenrohren für Trinkwasser, einen 12 Meter hohen und 8 Meter breiten Turm, sowie eine kleine Kirche mit Apsis. Die Burg hat 42 Räume.
Über dem Tor ist das Wappen der Familie Pignatelli d’Egmont angebracht, der die Burg vom Ende des 16. bis zum Beginn des 19. Jahrhunderts gehörte.
Der Wohnbereich, in dem der Lehensherr logierte, befand sich im Südflügel.
Früher gab es eine strategisch bedeutende Kontrollbastion, die Teil der Verteidigungslinie zum Schutz des Gebietes des westlichen und nördlichen Apulien war. Diese Verteidigungslinie, die entlang der Via Appia und der Via Traiana verlief, und zu der neben der Festung von Bisaccia die von Sant’Agata di Puglia und das Castello di Ariano Irpino gehörten, war das Werk des byzantinischen Katepans Basilio Boioanne, der sie im Verlauf seiner Verwaltungsreorganisation des Westlichen Katepanats bauen ließ. Die Burg von Bisaccia wurde in dieser Zeit castrum Byzacium oder castrum Bycantii genannt und war ein Verteidigungsvorposten der Byzantiner.

## Geschichte

### Die Normannen
Die ersten Dokumente, die die Existenz einer Burg bezeugen, sind aus normannischer Zeit, auch wenn die Langobarden um die zweite Hälfte des 8. Jahrhunderts bereits eine einfache Festung gebaut hatten.
Unter den Normannen wurde Bisaccia ein Lehen unter der Herrschaft eines Lehensherrn. Die Lehensherren banden die Bauern an das Lehen; diese wurden zusammen mit dem Lehen verkauft (die sogenannten Leibeigenen). Es gab zwei Arten von Agrarabkommen zwischen dem Lehensherrn und den Bauern:
1. Der Bauer erhielt ein Stück Land zum Bestellen und dafür musste er eine jährliche Pacht bezahlen.
2. Der Bauer musste die jährliche Pacht nur bezahlen, wenn das Stück Land, das er erhalten hatte, auch genügend abwarf. Am Ende des Vertrages wurde das Land zwischen dem Eigentümer und dem Bauern aufgeteilt oder der Bauer erhielt weiterhin die Konzession zu den vereinbarten Bedingungen.

In Bisaccia wurde die zweite Art von Abkommen praktiziert (it: Pastinato), wonach unter anderem ein Teil von Bisaccia Pastina benannt wurde. Dies führte dazu, dass das Castello di Bisaccia zu einem Zentrum der Bevölkerung werden sollte, um das herum neue Wohngebäude entstehen sollten, was unter anderem zur Verbreitung kleiner, bäuerlicher Anwesen führte.
1198 zerstörte ein schweres Erdbeben die Burg. In Folge der Heirat zwischen der normannischen Königin Konstanze von Sizilien und dem Kaiser Heinrich VI. wurden die Kronen von Sizilien und des Heiligen Römischen Reiches in den Händen von Friedrich II., König von Sizilien und Kaiser des Heiligen Römischen Reiches, vereint.

### Wiederaufbau der Burg durch Friedrich II.
Zwischen 1230 und 1246 gehörte das Lehen von Bisaccia dem Lehensherrn von Bisaccia, nämlich Lavello Riccardo I. di Bisaccia, dessen Sohn Ruggero di Bisaccia, die Mabilia de Amicis, direkte Verwandte des Dichters der sizilianischen Dichterschule Ruggero de Amicis, heiratete; aus der Ehe ging Riccardo II. di Bisaccia hervor. 1246 aber wurde der Herr von Bisaccia, Riccardo I., vom Kaiser Friedrich II. von seinem Lehen verjagt und anschließend zusammen mit seinem Sohn wegen seiner Verstrickung in die Verschwörung von Capaccio angeklagt. Friedrich II. ließ fast das gesamte Castello die Bisaccia wiederaufbauen, das fast vollständig von dem Erdbeben von 1198 zerstört worden war, und nutzte die Keller als Gefängnis. Der Turm der Burg mit quadratischem Grundriss – typisch für die Staufer – ist auf die Zeit Friedrichs II. zurückzuführen und wurde sicherlich so errichtet, dass „sein höchster Teil mit dem Netz der umliegenden Burgen Friederichs bis in die benachbarte Basilikata optisch verbunden war“. Friedrich II. besuchte Bisaccia darüber hinaus 1250, wie aus der „Historia Diplomatica Fridericia II.“ hervorgeht, die berichtet, dass der Kaiser am 28. Juni 1250 „auf dem Feld in der Nähe von Bisaccia“ das folgende Dokument ausstellte:

“28. Junii 1250. In campis prope Bisacciam.
Fratri Benedicto procuratori honorum quondam Petri De Vinea proditoris mandat quod monasterio cassinensi restituat quamdam petiam terrae quam Nicolaus Rufulus dudum magister camerarius Terrae laboris eidem monasterio resignaverat.“

(dt.: 28. Juni 1250. Im Feld bei Bisaccia.
 Es ist dem Bruder Benedikt, dem Bewahrer der Ehre, in der Zeit des Verrats von Pietro delle Vigne auferlegt, dem Kloster von Cassino das Stück Land zurückzugeben, das Nicolao Rufolo, früher Meisterkämmerer der Terra di Lavoro dem genannten Kloster zurückgegeben hat.)

In der Nähe von Bisaccia befindet sich der Formicoso, eine Hochebene, die Friedrich II. in „Mons Sanum“ umbenannte, was die Wertschätzung des Kaisers für diesen Ort bestätigt. Gemäß der Ausgabe 1980 des historischen Archivs für die neapolitanischen Provinzen „ist es leicht, dass Friedrich II. (...) an besagtem Ort sich zur Jagd (...) begab (...), der heute noch Formicoso genannt wird“ und das würde auch erklären, warum der Kaiser den Formicoso in „Mons Sanum“ umbenannte. Laut der Website der Beni culturali ist es höchstwahrscheinlich, dass Friedrich II. das Castello di Bisaccia als Jagdschloss genutzt hat, wenn man an die Leidenschaft des Kaisers für die Falkenjagd und die Nähe des Dorfes zum Formicoso denkt, wo es reichlich Wild gab. Darüber hinaus ist nicht auszuschließen, dass die Burg gelegentlich Sitz der sizilianischen Dichterschule war.
1254 flüchtete sich der Kaiser Manfred, der Sohn von Friedrich II., der von der Armee des Papstes gejagt wurde, genau auf das Castello di Bisaccia und rettete sich:

“Fatto questo discorso agli abitanti di Guardia, il Principe [Manfredi] procedé oltre, e nello stesso giorno giunse ad un castello detto Bisaccia, dove mandò segretamente innanzi a sé Bimio, suo legato, affinché annunziasse la sua venuta agli abitanti di quella terra, la quale per ragione della stessa contea di Andria si appartenea pure al detto Principe. Gli abitanti udita poi la felice venuta del principe oltre a modo si rallegrarono, e dimostrarono la loro letizia con luminarie e con tutti gli altri modi che poterono, e così il Principe spedì al Castello, acciocché lo guardasse fedelmente, un milite della sua compagnia a nome Arduino. (...) Il principe intanto l’altro giorno si partì dal castello di Bisaccia per alla volta di Ascoli (...).“

(dt.: Als der Prinz (Manfred) diese Rede vor den Einwohnern von Guardia gehalten hatte, ging er weiter und gelangte am selben Tage auf eine Burg namens Bisaccia, wo er Bimio, seinen Vertrauten, heimlich vor sich her schickte, damit dieser sein Kommen den Bewohnern dieses Ortes kundtäte, der, wie die gleichnamige Grafschaft Andria, ebenfalls diesem Prinzen gehörte. Dann hörten die Anwohner freudig vom Kommen des Prinzen und freuten sich außerdem und demonstrierten ihre Freude mit Lichtern und allen anderen Möglichkeiten, die sie kannten, und so sandte der Prinz einen Soldaten seiner Kompanie namens Arduino auf die Burg, damit er sie treu betrachten konnte. (...) Der Prinz verließ in der Zwischenzeit am anderen Tage das Castello di Bisaccio in Richtung Ascoli (...))

Manfred schenkte später das Lehen Bisaccia erst dem Grafen von Acerra und dann Matteo di Monticchio. Nachdem Manfred 1266 in der Schlacht bei Benevent gefallen war, in deren Folge das Haus Anjou das Königreich Sizilien eroberten, kam Konradin, der Enkel von Manfred, 1267 nach Italien herunter, um zu versuchen, das Königreich zurückzuerobern, wurde aber geschlagen. In der Zwischenzeit organisierte Riccardo II. von Bisaccia, der Großvater des Barons von Bisaccia, Riccardo I. während der versuchten Rückeroberung Konradins, die Ehe seiner Schwester mit Matteo di Monticchio auch ohne die Genehmigung des Königs aus dem Hause Anjou; die Schwester brachte ihm so die Hälfte des Lehens Bisaccia als Mitgift. Als Karl I. von Neapel Konradin besiegt und Matteo di Monticchio wegen Verrats verurteilt hatte, verlehnte er 1268 das Lehen von Bisaccio an Anselme de Chevreuse. Riccardo II. legte Berufung ein und 1268 gelangte er wieder in den Besitz des Lehens von Bisaccia, obwohl er der Schwager von Matteo di Manticchio, der den König verraten hatte, war:

“Al barone Riccardo di Bisaccia fu restituita Bisaccia, di cui, al tempo della congiura di Capaccio, fu spogliato dall’imperatore Federico il barone Riccardo di Bisaccia, suo avo, e fu donata dal principe Manfredi al conte di Acerra, e successivamente a Matteo di Monticchio (...).“
br>(dt.: Dem Baron Riccardo di Bisaccia wurde Bisaccia zurückerstattet, wovon der Baron Riccardo di Bisaccia, sein Großvater, zur Zeit des Verrats von Capaccio vom Kaiser Friedrich II. vertrieben worden war, und es wurde vom Prinzen Manfred dem Graf von Acerra gegeben und später Matteo di Monticchio (...))

1274 wurde das Lehen Bisaccia an Guillaume de Cotigny verlehnt.

### Das Castello di Bisaccia unter den Häusern Anjou und Aragón (1266–1503)
Das Lehen fiel an Guillaume de Cotigny, nach dessen Tod dessen Sohn Ruggiero es erbte, aber, nachdem dieser noch minderjährig war, wurde es verschiedenen Treuhändern überantwortet: Pietro de Narra (Schwager), Francesco di Montefusco und Nicola di Gesualdo. Als Ruggiero 1294 volljährig wurde, erhielt er die volle Macht über das Lehen.
In der Zwischenzeit gab es 1282 eine Revolution in Sizilien (Sizilianische Vesper), das sich vom Joch des Hauses Anjou befreite und an das Haus Aragón fiel. Letztere bemächtigten sich später auch des Königreichs Neapel, einschließlich des Lehens Bisaccia. 1419 gehörte die Burg Albanese Picciolo Sein Nachfolger, Giacomo della Marra, lehnte sich gegen die Krone auf: Er scheiterte und wurde mit dem Verlust des Lehens bestraft. Das Lehen und die Burg vergaben die Herrscher aus dem Hause Aragón an den Condottiere Giacomo Piccinino. Am 8. September 1462 vergab König Ferdinand I. von Neapel das Lehen Bisaccia an Pirro del Balzo, den Herzog von Venosa, nachdem er erfahren hatte, dass Giacomo Piccinino auf die Seite des Feindes (des Herzogs Karl II. von Neapel) gewechselt hatte.

### Spanische Epoche (1503–1707)
1503 wurde Bisaccia spanisches Herrschaftsgebiet. Am 6. Juni 1504 wurde Bisaccia, das königlicher Besitz war (Friedrich von Aragón hatte die Eigentümerin des Lehens, Isabella del Balzo, geheiratet), an Niccolò Maria de Somma verkauft. 1518, nach dem Tod von De Somma ohne Erben fielen die Burg und das Lehen von Bisaccia an den königlichen Hof, der das Lehen an den Soldaten Giuliano Buccino verlehnte. Am 29. Juli 1532 wurde das Lehen als Anerkennung für der Krone geleistete Dienste an Alfonso d’Avalos, Markgraf von Vasto, abgegeben.
1533 wurde die Burg für 3500 Dukaten an Giovan Battista Manso verkauft. 1567 fiel das Lehen an Giulio Manso, der 1571 verstarb, und das Lehen seinem minderjährigen Sohn, Giovanni Battista Manso II. unter der Treuhänderschaft der Großmutter Laura Manso hinterließ. Letztere war gezwungen, noch 1571 das Lehen von Cucolo (Cuccari) wegen wirtschaftlicher Schwierigkeiten durch die durch ihren Neffen angehäuften Schulden, versteigern zu lassen. Giovanni Battista blieb also die Burg, in der 1588 sein Freund Torquato Tasso zu Gast war; wie Tasso war auch Giovanni Battista Schriftsteller, wenn auch mit geringerem Erfolg.

#### Torquato Tasso in Bisaccia

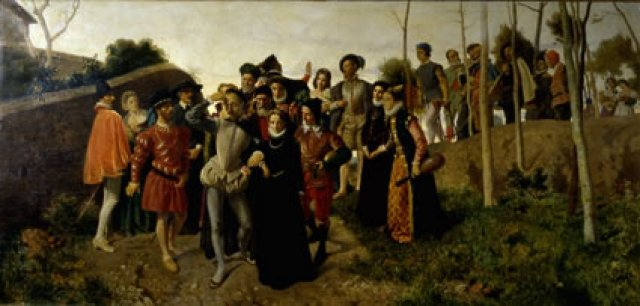
Torquato Tasso krank in Bisaccia

Gegen Ende des 16. Jahrhunderts gehörte das Castello di Bisaccia Giovanni Battista Manso II., einem Freund des bekannten Dichters Torquato Tasso. Letzterer ließ sich, als er in Neapel angekommen war, wegen seines schlechten Gesundheitszustandes und wirtschaftlicher Not, wozu noch literarisch-religiöse Kontroversen über ‘‘Das befreite Jerusalem‘‘ von Pedanten kamen, von Melancholie überwältigen. So nahm er die Einladung seines Freundes Manso an, ihn auf sein Lehen nach Bisaccia zu begleiten, wo dieser einige Meinungsverschiedenheiten zwischen seinen Vasallen schlichten konnte (Kap. IV des Lebenslaufes). In Bisaccia, wo sich Tasso in den Monaten Oktober und November 1588 aufhielt, empfand er sehr große Erleichterung und gab sich – wie man aus einem Brief von Manso an den Prinzen von Conca ersieht – der Jagd hingab, während er bei schlechtem Wetter viele Stunden damit verbrachte, dem Singen und Spielen zuzuhören.
Und da Tasso an die Existenz von Geistern glaubte, überzeugte ihn der Graf von Bisaccia, einen in seiner Familie zu haben; dieser verliebte Geist, der ihn – wie Tasso im Dialog „Il messaggero“ erzählt – in seinen Träumen besuchte, erschien ihm in Gestalt eines Jünglings mit blauen Augen, ähnlich denen, die Homer der Göttin Athene zuschreibt.
Der Aufenthalt Tassos in Bisaccia ist in einem Gemälde von Bernardo Celentano und in den Versen eines Gedichtes von Luigi Conforti verewigt; und Armando Ciollaro meint in einem Artikel, der in der Roma veröffentlicht wurde, dass die oben zitierten Verse auf die Fassade der Burg geschrieben worden seien. Der berühmte Literaturkritiker Francesco de Sanctis, der das Castello di Bisaccia besucht und das Panorama von einem Fenster aus bewundert hatte, schrieb:

“(...) E mi fermai in una [stanza] che aveva una vista infinita di selve e di monti e di nevi sotto un cielo grigio. Povero Tasso! pensai; anche nella tua anima il cielo era fatto grigio. Che vale bella vista quando entro è scuro?“

(dt.: Und ich blieb in einem [Zimmer] stehen, das einen unendlichen Ausblick über Wald und Berge und über den Schnee unter grauem Himmel hatte. Armer Tasso! denke ich; auch in deinem Geiste war der Himmel grau. Was hilft ein schöner Ausblick, wenn es im Inneren dunkel ist?)

### Herzogtum Bisaccia

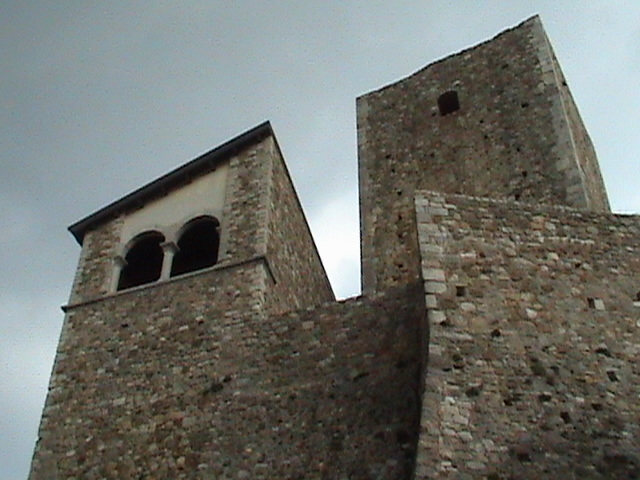
Die herzogliche Burg war die Residenz der Herzöge von Bisaccia

Im Jahre 1600 erhob König Philipp II. von Spanien Bisaccia wegen der Verdienste von Ascanio Pignatelli (1. Herzog von Bisaccia) und der Dienste, die dessen Vater, Scipione, Markgraf von Lauro, für die Krone geleistet hatte, zum Herzogtum.
Liste der Herzöge von Bisaccia in spanischer Zeit
- 1600–1601: Ascanio Pignatelli
- 1601–1645: Francesco Pignatelli
- 1645–1681: Carlo Pignatelli
- 1681–1719: Francesco II. Pignatelli

Die Pignatellis lebten im Castello di Bisaccia, ihrer Adelsresidenz. Das Erdbeben von 1694 zerstörte die Burg teilweise, aber die Schäden wurden repariert.

### Österreichische und bourbonische Zeit (1707–1805)
Mit dem Frieden von Utrecht fiel das Königreich Neapel an die Österreicher.
Unter der Herrschaft der Österreicher war Herzog von Bisaccia (außer Francesco II.):
- 1719–1743: Procopio Pignatelli

Von 1731 bis 1739 war Österreich in den polnischen Thronfolgekrieg verwickelt. 1734 wurden die Königreiche von Neapel und Sizilien mit der Schlacht von Bitonto formal nach zwei Jahrhunderten zunächst spanischer und dann österreichischer Herrschaft unabhängig. Auf dem Thron von Neapel und Sizilien setzten sich die Bourbonen fest.
In dieser Zeit waren Herzog von Bisaccia:
- 1719–1743: Procopio Pignatelli
- 1743–1755: Guido Felice Pignatelli
- 1755–1802: Casimiro Pignatelli
- 1802–1809: Giovanni Armando Pignatelli

1769 wurde die Burg nach einem fürchterlichen Brand nach und nach von den adligen Lehensherren aufgegeben. Viele der durch den Brand beschädigten Räume wurden nicht mehr instand gesetzt. Gegen Ende des 18. Jahrhunderts gestattete der Herzog von Bisaccia den Bürgern des Ortes, neue Wohnhäuser auf dem Gelände des Burggrabens zu errichten.

### Die Abschaffung des Feudalismus

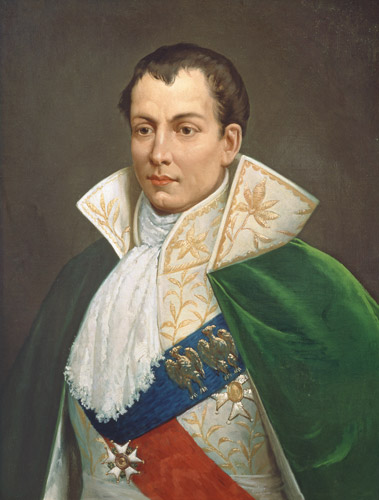
Joseph Bonaparte, König von Neapel 1806–1808, schaffte den Feudalismus ab

Nach dem Sieg bei Austerlitz am 2. Dezember 1805 betrieb der französische Kaiser, Napoleon Bonaparte, die Besetzung des neapolitanischen Gebietes, die erfolgreich unter Gouvion-Saint Cyr und Reynier durchgeführt wurde, und erklärte somit die bourbonische Dynastie als abgesetzt. Der französische Kaiser ernannte dann seinen Bruder Joseph zum König von Neapel. Unter einer vorwiegend fremden Verwaltung, die aus dem Korsen Cristoforo Saliceti, Andrea Miot und Pier Luigi Roederer bestand, wurden radikale Reformen, wie die Abschaffung des Feudalismus, versucht und umgesetzt.

“La feudalità con tutte le sue attribuzioni resta abolita. Tutte le giurisdizioni sinora baronali, ed i proventi qualunque che vi siano stati annessi, sono reintegrati alla sovranità, dalla quale saranno inseparabili.“

(dt.: Der Feudalismus mit all seinen Vorschriften bleibt abgeschafft. Alle bisherigen Baronalgerichtsbarkeiten und etwaige, damit verbundene Erlöse fallen wieder der Souveränität zu, mit der sie untrennbar verbunden bleiben sollen.) (Gesetz zur Abschaffung des Feudalwesens vom 2. August 1806).

Mit diesem Gesetz wurde laut Professor Bevilacqua „mit einem Streich die gesamte Gerichtsbarkeit, die Jahrhunderte lang den Baronen eine fast absolute Macht über Menschen, Gebiete, Burgen, Städte, Flüsse, Straßen und Mühlen gab, gestrichen. Kraft dessen wurden die Lehensherren, die alter Sonderrechte über die Bevölkerung beraubt wurden, in einfache Eigentümer ihrer Besitzungen umgewandelt, während alle anderen territorialen Realitäten, die nicht mehr besonderen Gepflogenheiten oder Vorrechten unterworfen waren, unter das Gewohnheitsrecht des neuen Staates fielen.“
Am 8. März 1809 verstarb der achte Herzog von Bisaccia, Giovanni Armando Pignatelli, ohne Erben; das Lehen und der Titel des Herzogs von Bisaccia fielen damit an den königlichen Hof zurück.

### Die La Rochefoucaulds
1815 kehrten mit dem Sieg über Napoleon und Joachim Murat die Bourbonen auf den Thron von Neapel zurück. Der Titel des Herzogs von Bisaccia, der für ungefähr 40 Jahre ungenutzt blieb, wurde am 16. Mai 1851 einem entfernten Verwandten des Königs von Neapel, Ferdinand II., verliehen: Carlo Maria Sosthènes de la Rochefoucauld-Doudeauville.
1860 eroberte der savoyische General Giuseppe Garibaldi das Königreich beider Sizilien und somit auch Bisaccia, das an das Königreich Sardinien angeschlossen wurde; dieses wiederum wurde 1861 in „Königreich Italien“ umbenannt.
Das Erdbeben 1910 zerstörte die Burg:

“La stabilità del castello ha sofferto alquanto i danni del terremoto e si notano vari segni di deperimento, la vecchia torre quadrata, di m 7,90 di lato è ridotta ora a circa 75 m di altezza, presenta uno strapiombo verso ponente del 4%, avendo notato nei primi quattro metri un allontanamento dalla verticale presso la base di 6 centimetri e per tutta l’altezza di circa 60 cm. Essa presenta varie lesioni verticali sulle quattro facce del prisma, molte pietre sono sconnesse e slegate: in peggiori condizioni trovansi le facce a sud ed est. Nel resto tutto il fabbricato è stato lievemente dissestato. Tutti i muri sono attraversati da lesioni verticali o leggermente oblique, più appariscenti negli attacchi dei muri trasversali con i longitudinali e sulle piattabande dei vani di luce e di porta, con distacco dei pavimenti e dei soffitti di legno. In peggiori condizioni trovasi il muro a sud, dove lo strapiombo raggiunge il 2% circa ed il distacco del pavimento un centimetro. Nella sala da pranzo e nel salone sono più sensibili i distacchi, meno nell'anticucina dove il corpo avanzato della cucina fa da contrafforte. Il pavimento del salone è lievemente ribassato verso il muro a sud. In eguali condizioni trovasi la parte nord del fabbricato, dove però le lesioni sono più appariscenti a causa dei soffitti ad incannucciate, cui aderisce poco l’intonaco. L’alloggio nuovo, a piano superiore, presenta le medesime lesioni degli ambienti a sud ed ha pure bisogno di restauro il corridoio sul portone d’ingresso. Il muro del rivestimento della scarpata del castello trovasi in buone condizioni: occorrono lievi riparazioni presso la grondàia del muro a nord e sulla faccia ad ovest. Occorre invece demolire perché pericolante il resto della loggetta (metri sette, circa), prospiciente ad ovest e ricostruire saltuariamente i parapetti del giardino e dell’orticello.“

(dt.: Die Stabilität der Burg hat durch das Erdbeben einige Schäden erlitten und es werden verschiedene Anzeichen einer Verschlechterung festgestellt, der alte Turm mit quadratischem Grundriss mit 7,90 m Seitenlänge ist heute bis auf 75 m Höhe zusammengestürzt, zeigt eine Neigung nach Westen um 4 %, wodurch man auf den ersten vier Metern eine Abweichung von der Vertikalen gegenüber dem Fundament von 6 Zentimetern und auf die gesamte Höhe von ca. 60 Zentimetern bemerkt. Er weist verschiedene, vertikale Risse an den vier Flächen des Prismas auf, viele Steine sind lose: In schlechterem Zustand befinden sich die Süd- und die Ostfassade. Der Rest des Gebäudes ist nur leicht beschädigt. Alle Mauern sind von vertikalen oder leicht schrägen Rissen durchzogen, auffälliger sind die Verbindungen der Längs- mit den Quermauern und auf den Unterzügen der Fenster und Türen mit Ablösung der Holzböden und -decken. In sehr schlechtem Zustand befindet sich die südliche Mauer, deren Neigung etwa 2 :% erreicht und die Ablösung des Bodens etwa 1 Zentimeter. Im Speisesaal und im Salon sind die Ablösungen eher spürbar, weniger im Küchenvorraum, wo der vorspringende Gebäudeteil der Küche als Stütze fungiert. Der Bodenbelag im Salon ist an der Südwand leicht abgesunken. Im gleichen Zustand befindet sich der Nordteil des Gebäudes, wo aber die Risse wegen der Rippendecken, an denen der Putz schlecht haftet, deutlicher sichtbar sind. Die neue Wohnung im oberen Stockwerk zeigt die gleichen Risse wie die Räume auf der Südseite und man muss auch den Korridor über dem Eingang restaurieren. Die Verkleidungsmauer der Anschrägung der Burg befindet sich in gutem Zustand: Kleinere Reparaturen sind an der Nähe der nördlichen Mauerrinne und an der Westfassade erforderlich. Es ist allerdings notwendig, den Rest der nach Westen vorspringenden Loggia (etwa sieben Meter) abzureißen, weil diese gefährlich ist, und gelegentlich müssen die Brüstung zum Garten und die zum Gemüsegarten neu gebaut werden.)

Der 13. Herzog von Bisaccia, Edouard François Marie de la Rochefoucauld (4. Februar 1874 in Paris – 8. Februar 1968), verkaufte die Burg 1956.
Seit 1977 gehört die herzogliche Burg der Gemeinde, die sie für verschiedene Ausstellungen und Veranstaltungen nutzt; schließlich wurde in ihrem Inneren das Museo civico archeologico di Bisaccia (dt.: Archäologisches Stadtmuseum von Bisaccia) eingeweiht, in dem etliche archäologische Fundstücke gezeigt werden, darunter die aus dem „Grab der Prinzessin“.